# Tahitis herrlandslag i fotboll
Tahitis herrlandslag i fotboll representerar Franska Polynesien i fotboll. Första landskampen spelades den 21 september 1952, då det blev 2-2 på bortaplan mot Nya Zeeland. Laget har som största framgång vinsten av de oceaniska mästerskapen, vilket gjorde att de kvalificerade sig för Fifa Confederations Cup 2013, deras hittills största bedrift. Där blev det tre stora förluster (1-6 mot Nigeria, 0-10 mot Spanien och 0-8 mot Uruguay). Trots detta blev Tahiti en publikfavorit med stort stöd i varje match de spelade. Laget bestod av ett enda heltidsproffs (Marama Vahirua), resten var fotbollsspelare endast på deltid och därmed räknade som amatörer.